# TOBE
株式会社TOBE（トゥービー、英: TOBE Co., Ltd.）は、東京都八王子市に本社を置く日本の芸能事務所。2023年3月16日設立。代表取締役は滝沢秀明。一般社団法人日本音楽制作者連盟（音制連）正会員。

## 概要
2023年3月21日、元ジャニーズ事務所のタレントで、引退後は同社副社長及び子会社・ジャニーズアイランド社長を務めていた滝沢秀明が新会社「株式会社TOBE」の設立を発表。
同年7月2日、ジャニーズ事務所で活動していた元V6メンバーの三宅健が合流し、所属アーティストとして活動していくことを発表した。同月7日にはジャニーズ事務所のアイドルグループ・King & Princeの元メンバーである平野紫耀と神宮寺勇太が合流し、同月14日にはジャニーズJr.の7人組グループ・IMPACTorsのメンバーだった全員が「IMP.」として合流した。
8月16日、元ジャニーズJr.の大東立樹が合流し、所属アーティストとして活動していくことを発表した。
9月4日、所属アーティストの画像や動画の使用をめぐるガイドラインを公開し、「TOBEおよびアーティスト個人が発信する画像や動画」をファン個人のSNSに投稿する行為について著作権侵害を主張しないことを発表した。
9月17日、ジャニーズ事務所のアイドルグループ・Kis-My-Ft2の元メンバーである北山宏光が合流し、所属アーティストとして活動していくことを発表した。
9月27日、オンラインオフィシャルショップ「TOBE OFFICIAL STORE」をオープン。
10月15日、ジャニーズ事務所のアイドルグループ・King & Princeの元メンバーである岸優太が合流し、先に合流していた平野・神宮寺とともに「Number_i」として活動していくことを発表した。
11月25日、所属アーティストが集結する生配信番組『とべばん』がYouTubeで開始。11月27日、所属アーティストの公式YouTubeに掲載された動画について、申請に基づく審査の下で「切り抜き動画」の配信を容認する姿勢を示した。
2024年3月14日から17日にかけて、所属アーティストが集結する初のコンサート『to HEROes 〜TOBE 1st Super Live〜』が東京ドームで開催された。
2024年11月11日、大東と研修生6人で構成する新グループ「CLASS SEVEN」の結成を発表した。
2024年12月3日、ジャニーズJr.のグループ・美 少年の元メンバーである金指一世が加入し、「ISSEI」として活動していくことを発表した。

## 所属タレント・アーティスト
公式サイトに準拠
ARTIST
- 三宅健
- 北山宏光
- Number_i
  - 平野紫耀
  - 神宮寺勇太
  - 岸優太

- IMP.
  - 佐藤新
  - 基俊介
  - 鈴木大河
  - 影山拓也
  - 松井奏
  - 横原悠毅
  - 椿泰我

- ISSEI
- CLASS SEVEN
  - 大東立樹
  - 髙野秀侑
  - 高田憐
  - 近藤大海
  - 横田大雅
  - 星慧音
  - 中澤漣

TRAINEE（研修生）
2024年3月時点で28人が所属。
- wink first
  - 島田泰我
  - 藤代翔真
  - 松崎光
  - 川田瑠輝
  - 小助川優

## Webコンテンツ
- とべばん（2023年11月25日 - 、YouTube）[23]
- TOBEの夏休み。〜ハワイ独占密着! 新たな決意〜（2023年12月24日 - 2024年1月10日〈全5回〉、ABEMA）[24][25]
- TOBE HIGH SCHOOL（2024年1月2日[注 3] - 、TikTok LIVE）

## 公演・イベント
- to HEROes 〜TOBE 1st Super Live〜（2024年3月14日 - 17日、東京ドーム）[28][注 4]
- Act for HOPE to HEROes PROJECT in TOKYO DOME（2024年8月11日、東京ドーム）[30][31]
- to HEROes〜TOBE 2nd Super Live〜（2025年3月6日・7日、東京ドーム / 4月6日・7日、京セラドーム大阪）[32]

## チャリティプロジェクト
to HEROes Project -Act for HOPE-
能登半島地震の被災地支援として、エンターテイメントとともに明日への一歩を踏み出すことを目的に発足された。利益は被災地の子どもたちを支援する用途で使用されると発表された。TOBEの所属アーティスト13人全員が携わり、プロジェクトテーマソング「Be on Your side」を制作。作詞はNumber_iが担当。2024年3月18日からミュージックビデオがYouTubeで公開され、各音楽配信・ストリーミングサービスにて楽曲配信が開始された。5月1日にはCDを発売。2025年5月14日、事務所を代表して三宅健、北山宏光、神宮寺勇太が石川県庁を訪問し、プロジェクトを通じて得られた収益金全額を含む1億4730万6798円を石川県に寄付した。